# Attentat du 18 janvier 2020 à Marib
L'attentat du 18 janvier 2020 à Marib est une attaque de drones et de missiles survenue le 18 janvier 2020 contre une mosquée d'un camp militaire situé près de Marib, au Yémen. L'attentat a fait 116 morts (111 soldats yéménites et 5 civils) et 148 blessés, il n'a pas été revendiqué mais les houthis sont suspectés et accusés d'avoir mené l'attaque bien qu'ils démentent ces accusations,.

## Déroulement
L'attaque a été menée avec des drones et des missiles balistiques, elle a visé une mosquée d'un camp militaire pendant la prière du soir alors que des dizaines de personnes se trouvaient à l'intérieur en train de prier.